# Gahoun Georges Hégbor
Gahoun Kouassi Georges Hégbor (né à Baguida le 18 août 1940 et mort le 25 juin 2018 à Lille) est un homme politique togolais qui a cofondé le parti politique Comité d'action pour le renouveau (CAR), l'un des principaux partis d'opposition au Togo.

## Biographie

### Jeunesse et éducation
Gahoun Georges Hégbor naît à Baguida en 1940. Il est issu de l'ethnie waci. En 1965, il obtient un brevet technique de journalisme à Paris. Plus tard, en 1975, il obtient un diplôme de droit (DESS) à l'université Paris-Panthéon-Assas. Il passe le barreau en 1978.

### Carrière
Hégbor travaille comme journaliste pour Togo-Presse de 1963 à 1972 puis devient diplomate à l'ambassade du Togo en France de 1972 à 1976,.
Il est l'un des membres fondateurs du Comité d'action pour le renouveau (CAR). Le 23 juin 1993, il dépose la candidature du président du CAR Yawovi Agboyibo à l'élection présidentielle de 1993. Il est élu à l'Assemblée nationale au second tour des élections législatives de février 1994 en tant que candidat pour le CAR dans la deuxième circonscription de la préfecture du Golfe. Durant son mandat, il est vice-président de l'Assemblée.
Hégbor est le porte-parole des manifestants qui se sont réunis en août 2001 contre l'arrestation d'Agboyibo. Lors du dialogue inter-togolais de 2006, il signe l'accord politique global sur le processus électoral au nom du CAR le 20 août 2006. Le 20 septembre 2006, il rejoint le gouvernement du Premier ministre Agboyibo en tant que ministre de la Communication et de la Formation civique, dans un cadre de gouvernement d'« union nationale ». Au moment de sa nomination, il est le premier vice-président du CAR.
Lors des élections législatives d'octobre 2007, il est le premier candidat sur la liste des candidats du CAR à Lomé, mais il ne remporte pas de siège.
Lors de la scission en 2018 du CAR, il rejoint les Forces démocratiques de la République dirigées par Dodji Apévon.